# Meana di Susa
Meana di Susa (Meana in piemontese e in francoprovenzale, Méans in francese) è un comune italiano di 805 abitanti della città metropolitana di Torino in Piemonte.

## Storia
Sul territorio di Bassa Meana è stata rinvenuta una necropoli del I-II secolo d.C., legata all'abitato della Segusium romana. Le comunità religiose meanesi di San Costanzo (martire della legione tebea) e di Santa Maria sono citate per la prima volta nel 1065 nella bolla del vescovo Cuniberto, che riconosce la giurisdizione della Prevostura di San Lorenzo di Oulx sulla chiesa segusina di Santa Maria Maggiore e sulle chiese ad essa afferenti, tra le quali le chiese di Meana.
La devozione a san Costanzo è tuttora viva come lo fu nei secoli passati, tanto che nei secoli XVII e XVIII veniva messa in scena una sacra rappresentazione che durava due giorni e coinvolgeva 118 personaggi, e alla quale assistevano migliaia di persone dai paesi vicini. Sopravvive anche un altro rito dedicato a san Costanzo, il ballo dei branch (che si svolge nel mese di settembre, durante la giornata della festa patronale. Per quasi tutto il XX secolo la festività era stata spostata alla prima domenica del mese di maggio).
Tra il XIV ed il XVIII secolo risiede a Meana una nutrita comunità valdese. La parrocchiale di Santa Maria Assunta, invece, è del XVIII secolo ma conserva l'antico campanile romanico preesistente.
La borgata Suffis è considerata la più antica, sede probabilmente dei marchesi di Ripa, feudatari di Meana, che dal 1630 presero il nome dalla località, del cui nome si fregiano tuttora.
Esiste poi una Torre delle Combe, dall'aspetto militare, ma che probabilmente più che a scopo difensivo fu costruita a scopo di comunicazione luminosa tramite falò.

### Simboli
Lo stemma comunale è quello storicamente in uso e si può blasonare: di rosso, a due fasce di d'azzurro, la seconda caricata di tre gigli d'oro; col capo d'azzurro, al leone nascente d'oro. Il gonfalone è un drappo di rosso.

## Geografia fisica
Il comune di Meana di Susa è situato in alta Val di Susa e fa parte della Unione Montana  Alta Valle Susa. 
Ha una superficie di 17,73 km² ed è suddiviso in 21 caratteristiche borgate. Nel paese passa la strada del Colle delle Finestre (2176 m) che collega la Valle di Susa con la Val Chisone; dal paese parte anche la strada per il Pian del Frais, nel comune di Chiomonte, piccola stazione sciistica.
È situato a 2 km da Susa ed a 54 dal capoluogo Torino.
La sua stazione è situata sulla linea ferroviaria Torino-Modane: è stata riaperta nell'ambito della linea SFM3 del servizio ferroviario metropolitano di Torino.
Per raggiungere l'abitato con mezzi propri, dall'Autostrada A32 bisogna uscire a Susa e proseguire sulla Strada statale 24 del Monginevro fino al bivio per il paese.

## Società

### Evoluzione demografica
Negli ultimi cento anni, a partire dal 1921, la popolazione residente è dimezzata.
Abitanti censiti

### Etnie e minoranze straniere
Secondo i dati ISTAT al 31 dicembre 2009 la popolazione straniera residente era di 34 persone. Le nazionalità maggiormente rappresentate in base alla loro percentuale sul totale della popolazione residente erano:
- Romania 14 (1,52%)

## Amministrazione

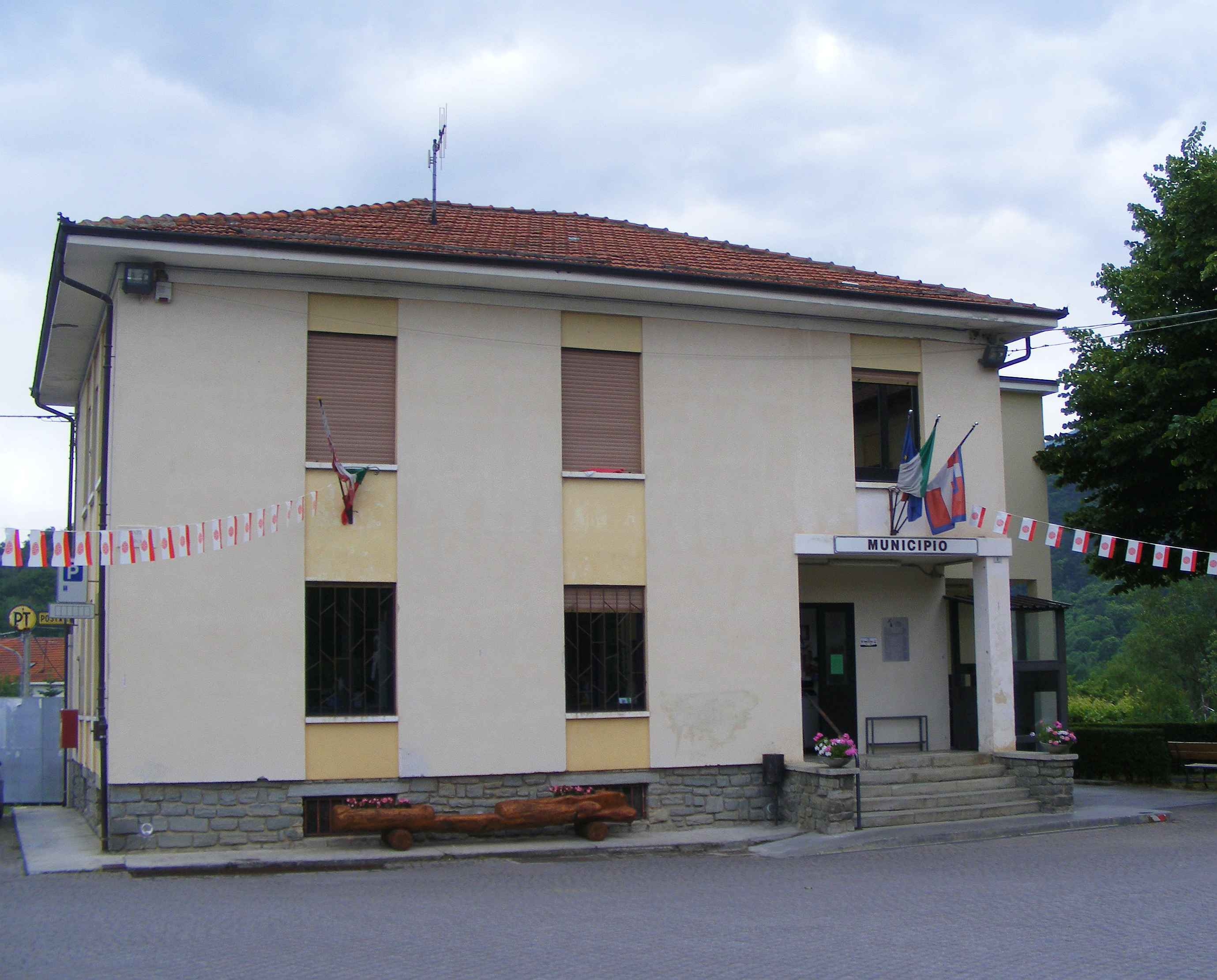
Municipio

Di seguito è presentata una tabella relativa alle amministrazioni che si sono succedute in questo comune.
| Periodo        | Periodo        | Primo cittadino               | Partito                           | Carica  | Note  |
| -------------- | -------------- | ----------------------------- | --------------------------------- | ------- | ----- |
| 12 giugno 1985 | 25 maggio 1990 | Mario Giovanni Allemano       | Democrazia Cristiana              | Sindaco | [ 6 ] |
| 25 maggio 1990 | 24 aprile 1995 | Pier Luigi Olivero Pistoletto | lista civica                      | Sindaco | [ 6 ] |
| 24 aprile 1995 | 14 giugno 1999 | Mario Giovanni Allemano       | centro-sinistra                   | Sindaco | [ 6 ] |
| 14 giugno 1999 | 14 giugno 2004 | Mario Virginio Perotto        | lista civica                      | Sindaco | [ 6 ] |
| 14 giugno 2004 | 8 giugno 2009  | Mario Virginio Perotto        | lista civica                      | Sindaco | [ 6 ] |
| 8 giugno 2009  | 26 maggio 2014 | Adele Cotterchio              | lista civica                      | Sindaco | [ 6 ] |
| 26 maggio 2014 | 27 maggio 2019 | Adele Cotterchio              | lista civica Tutti insieme        | Sindaco | [ 6 ] |
| 27 maggio 2019 | 10 giugno 2024 | Adele Cotterchio              | lista civica Tutti insieme        | Sindaco | [ 6 ] |
| 10 giugno 2024 | in carica      | Federico Ragalzi              | lista civica In cammino per Meana | Sindaco | [ 6 ] |

### Altre informazioni amministrative
Il comune faceva parte della Comunità Montana Valle Susa e Val Sangone.